# Polyrhachis eudora
Polyrhachis eudora är en myrart som beskrevs av Smith 1860. Polyrhachis eudora ingår i släktet Polyrhachis och familjen myror. Inga underarter finns listade i Catalogue of Life.